# Meilleur gardien de but de l'année de Serie A
Le titre de meilleur gardien de but de Serie A (italien : Migliore portiere) est un trophée annuel organisée par l'Associazione Italiana Calciatori (Association italienne des footballeurs) donné au gardien de but évoluant dans le championnat d'Italie ayant effectué les meilleures prestations.
À partir de 2011 le prix n'est plus décerné, remplacé par l'équipe type (Squadra dell'anno AIC (it)) où figure un gardien de but.

## Vainqueurs
| Année | Joueur               | Club        |
| ----- | -------------------- | ----------- |
| 1997  | Angelo Peruzzi       | Juventus    |
| 1998  | Angelo Peruzzi (2)   | Juventus    |
| 1999  | Gianluigi Buffon     | Parme       |
| 2000  | Francesco Toldo      | Fiorentina  |
| 2001  | Gianluigi Buffon (2) | Parme       |
| 2002  | Gianluigi Buffon (3) | Juventus    |
| 2003  | Gianluigi Buffon (4) | Juventus    |
| 2004  | Gianluigi Buffon (5) | Juventus    |
| 2005  | Gianluigi Buffon (6) | Juventus    |
| 2006  | Gianluigi Buffon (7) | Juventus    |
| 2007  | Angelo Peruzzi (3)   | Lazio       |
| 2008  | Gianluigi Buffon (8) | Juventus    |
| 2009  | Júlio César          | Inter Milan |
| 2010  | Júlio César (1)      | Inter Milan |